# Notoplites klugei
Notoplites klugei is een mosdiertjessoort uit de familie van de Candidae. De wetenschappelijke naam van de soort is voor het eerst geldig gepubliceerd in 1932 door Hasenbank.